# Idir (album)
Idir è il decimo album del popolare cantante algerino omonimo.

## Tracce
1. Saïd ulamara (Saïd oulamara)
2. Adrar inu (Ma montagne)
3. Tuyac n wanzul (Musiques du Sud)
4. Ccac l-lwiz (Joli foulard)
5. Sans ma fille (Tbeddel axxam)
6. Ssiy tafat (Plaisir d'amour)
7. Ibeddel zzman (Les temps changent)
8. Tajmilt i Ludwig (Clin d'œil à Ludwig)
9. Uffiy (Sept garçons)
10. Targit (Faisons un rêve - Scarborough Fair)
11. Tayemmatt (Naissance du Monde)